# Federal Air
Federal Air (в минулому працювала під торговою маркою Pelican Air Services) — південноафриканська авіакомпанія зі штаб-квартирою в Кемптон-Парк (Екурхулені, Гаутенг) поблизу Йоганнесбурга, що здійснює чартерні пасажирські та вантажні перевезення місцевого значення.
Портом приписки авіакомпанії є Аеропорт Вірджинія в Дурбані, її транзитними вузлами (хабами) — Міжнародний аеропорт імені О. Р. Тамбо в Йоганнесбурзі, Міжнародний аеропорт Кейптаун і Міжнародний аеропорт імені Крюгера Мпумаланги в Нелспрейті.

## Історія
Авіакомпанія Federal Air була заснована на початку 2001 року і почала операційну діяльність 19 березня того ж року. Власниками перевізника за даними на березень 2007 року були бізнесмени П. Фаркухар (67 %) і Дж. Ф. Пінаар (33 %).
У березні 2007 року в штаті авіакомпанії працювало 19 співробітників.
Авіакомпанія Federal Air раніше працювала під торговими марками Pelican Air Services і Comair Charters.

## Флот
Станом на березень 2007 року повітряний флот авіакомпанії Federal Air складали наступні літаки :
- 4 Cessna Caravan 675
- 1 Pilatus PC-12
- 1 Raytheon Beech King Air B200